# Escultura "La agricultura"

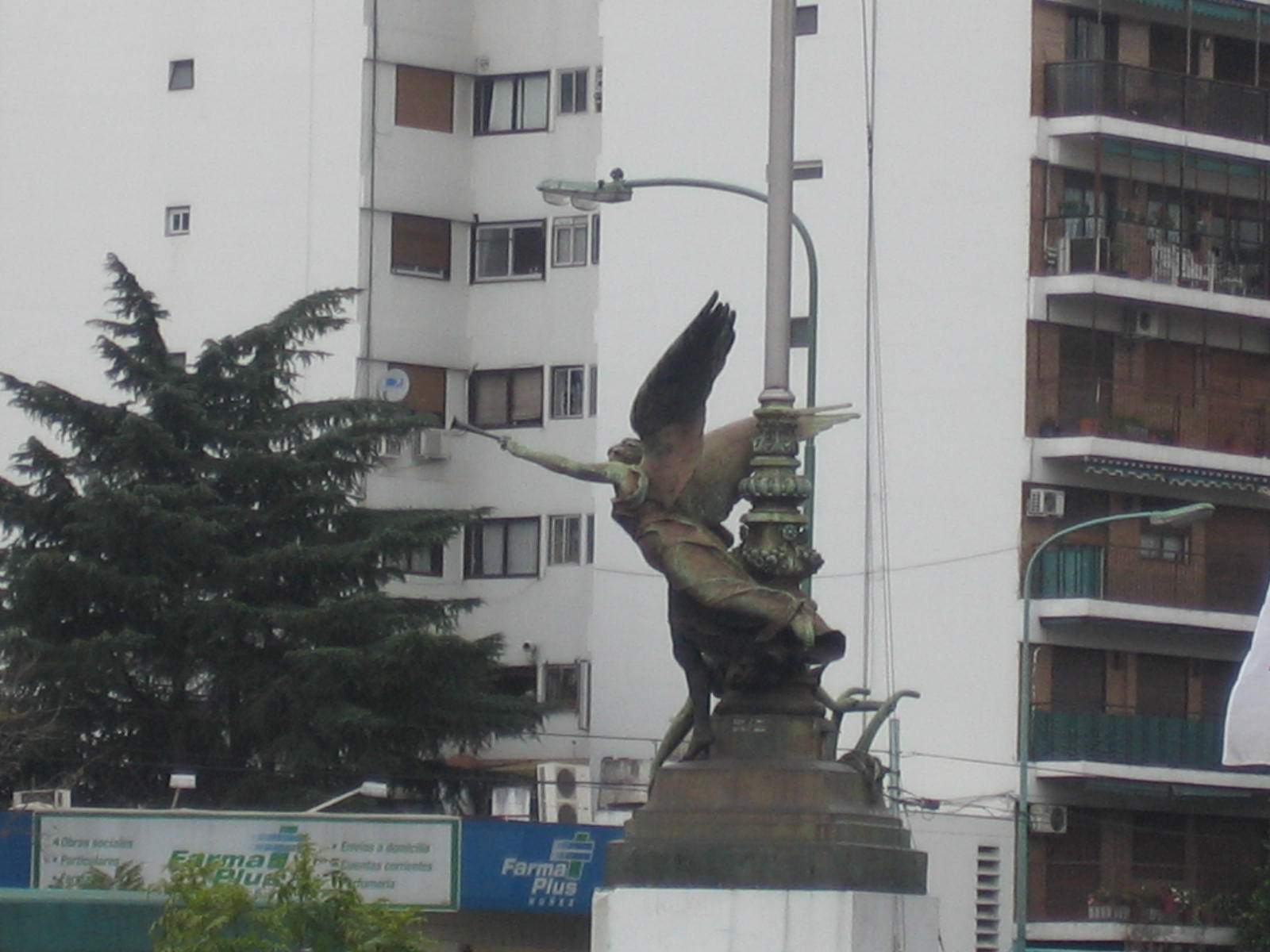
Imagen de la escultura.

La escultura "La agricultura" es una obra del escultor Luis Ernesto Barrias, ubicada en la esquina de la Avenida San Isidro Labrador con la calle Paroissien, en el barrio de Saavedra en la Ciudad de Buenos Aires, Argentina.

## Historia
Esta obra, junto a otras cuatro similares, formaba parte del Pabellón Argentino de la Exposición Universal de París de 1889. Habían sido fundidas ese mismo año en la fundición Thierbaut Frères, Francia.

## Ubicación
Está situada en la vereda delante de una sucursal del Banco de la Nación Argentina.
El lugar del emplazamiento coincide con el comienzo de la Avenida San Isidro Labrador, siendo la numeración inicial de esta el número 4.001.

## Galería de imágenes

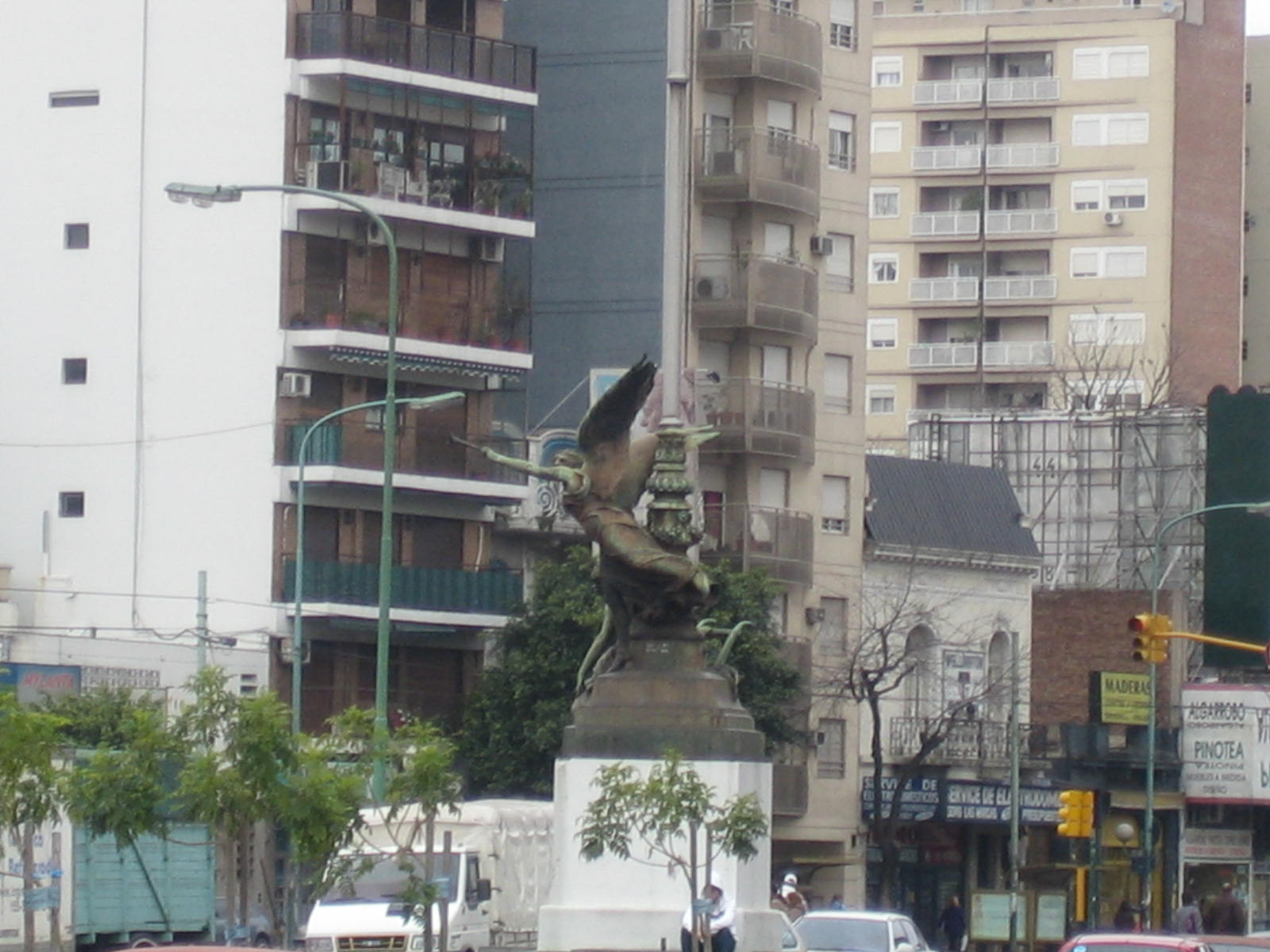
Imagen de la escultura.
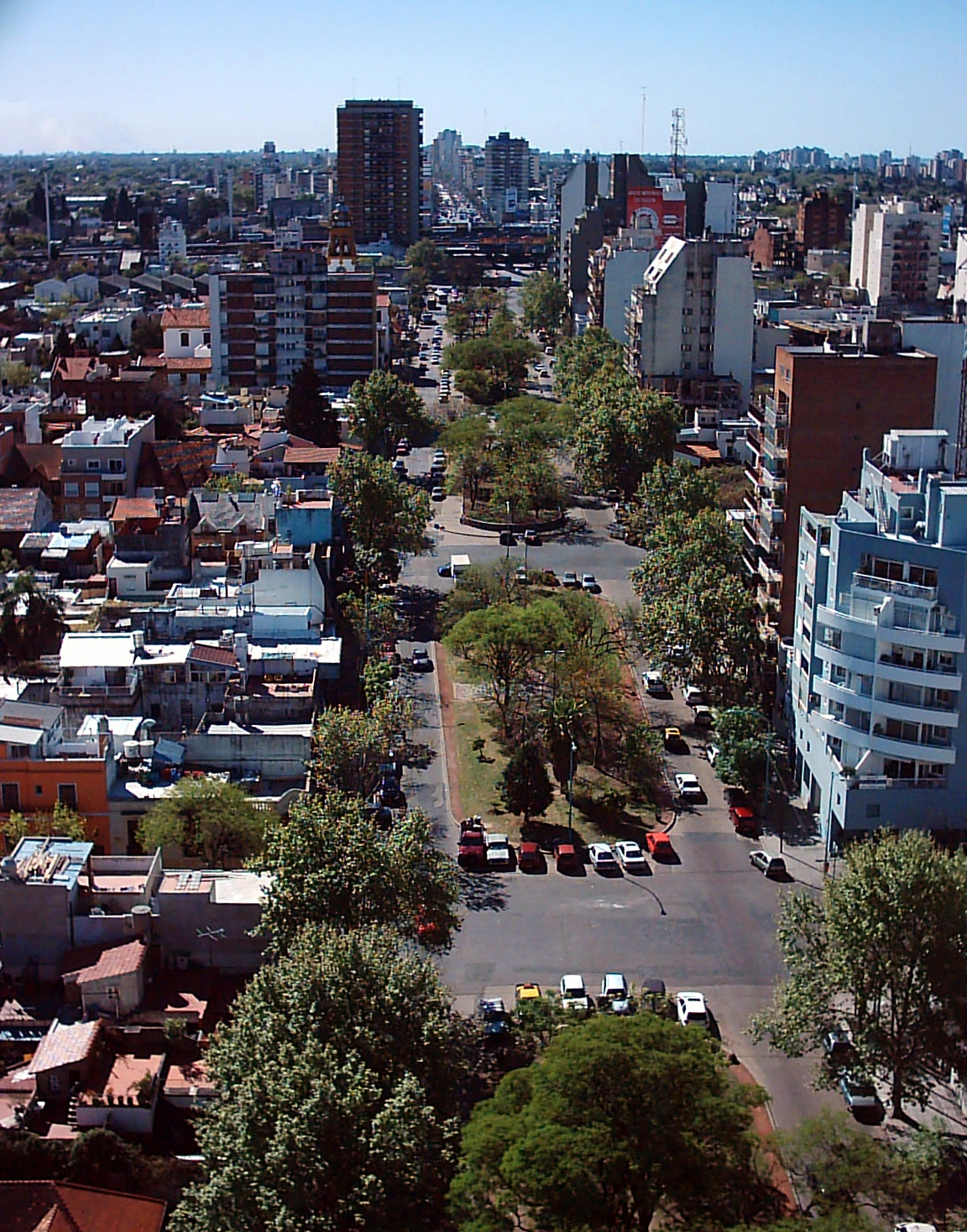
Imagen de la Avenida San Isidro, avenida donde se encuentra la escultura.